# امیل لوموئن
امیل میشل لوموئن(به فرانسوی: Émile Lemoine)، (زاده ۱۸۴۰–درگذشته ۱۹۱۲) ،مهندس عمران و یک ریاضیدان و به ویژه هندسهدان فرانسوی بود.
او بیشتر به خاطر اثبات وجود نقطه لوموئن (یا نقطه ی هم میانه) در یک مثلث شناخته می شود. از دیگر کارهای ریاضی او یک روش به نام هندسه نگاری (ژئومتروگرافی ) است که روشی ست برای ارتباط تعاریف جبری به اشیا هندسی.